# Wagegoda
Wagegoda är en administrativ by i Sri Lanka.   Den ligger i provinsen Southern Province, i den södra delen av landet, 140 km sydost om huvudstaden Colombo.